# Campeonato Mineiro de Futebol Americano de 2016
O Campeonato Mineiro de Futebol Americano de 2016 foi a 3ª edição do campeonato estadual de futebol americano de Minas Gerais.  

## Participantes
| Time                     | Cidade         |
| ------------------------ | -------------- |
| GET Eagles               | Belo Horizonte |
| Minas Locomotiva         | Belo Horizonte |
| Pouso Alegre Gladiadores | Pouso Alegre   |
| Timóteo Titans           | Timóteo        |
| Uberaba Zebus            | Uberaba        |
| Uberlândia Lobos         | Uberlândia     |

## Classificação
V = Vitórias, D = Derrotas, E = Empates, PF = Pontos feitos, PS = Pontos sofridos, S = Saldo
Classificados para os playoffs estão marcados em verde
| Grupo A          |   |   |   |    |    |     |
| Time             | V | D | E | PF | PS | S   |
| Minas Locomotiva | 2 | 0 | 0 | 69 | 30 | 39  |
| GET Eagles       | 1 | 1 | 0 | 51 | 41 | 10  |
| Timóteo Titans   | 0 | 2 | 0 | 13 | 62 | -49 |

| Grupo B                  |   |   |   |    |     |      |
| Time                     | V | D | E | PF | PS  | S    |
| Pouso Alegre Gladiadores | 2 | 0 | 0 | 78 | 3   | 75   |
| Uberlândia Lobos         | 1 | 1 | 0 | 83 | 24  | 59   |
| Uberaba Zebus            | 0 | 2 | 0 | 0  | 134 | -134 |

## Jogos da temporada regular
| Semana 1            |        |                |        |                                          |
| Time da casa        | Pontos | Time visitante | Pontos | Local do jogo                            |
| 12 de março de 2016 |        |                |        |                                          |
| Uberlândia Lobos    | 80     | Uberaba Zebus  | 0      | Poliesportivo Jardim América, Uberlândia |
| 20 de março de 2016 |        |                |        |                                          |
| Minas Locomotiva    | 34     | GET Eagles     | 24     | Arena Independência, Belo Horizonte      |

| Semana 2           |        |                          |        |                           |
| Time da casa       | Pontos | Time visitante           | Pontos | Local do jogo             |
| 2 de abril de 2016 |        |                          |        |                           |
| Timóteo Titans     | 6      | Minas Locomotiva         | 35     | Clube Alfa, Timóteo       |
| Uberaba Zebus      | 0      | Pouso Alegre Gladiadores | 54     | Campo do Quartel, Uberaba |

| Semana 2                 |        |                  |        |                                   |
| Time da casa             | Pontos | Time visitante   | Pontos | Local do jogo                     |
| 23 de abril de 2016      |        |                  |        |                                   |
| Get Eagles               | 27     | Timóteo Titans   | 7      | Sesc Venda Nova, Belo Horizonte   |
| Pouso Alegre Gladiadores | 24     | Uberlândia Lobos | 3      | Estádio do Manduzão, Pouso Alegre |

## Playoffs
|  | Semifinais | Semifinais               | Semifinais |    |  | Final            | Final | Final |
|  |            |                          |            |    |  |                  |       |       |
|  | 1          | Minas Locomotiva         | 49         |    |  |                  |       |       |
|  | 4          | Uberlândia Lobos         | 03         |    |  |                  |       |       |
|  |            |                          |            |    |  | Minas Locomotiva | 21    |       |
|  |            |                          | Get Eagles | 17 |  |                  |       |       |
|  | 2          | Pouso Alegre Gladiadores | 06         |    |  |                  |       |       |
|  | 3          | Get Eagles               | 12         |    |  |                  |       |       |

### Semifinais
| 14 de maio de 2016 | Minas Locomotiva | 49 – 3    | Uberlândia Lobos | Sesc Venda Nova |
|                    |                  | Relatório |                  |                 |

| 14 de maio de 2016 | Pouso Alegre Gladiadores | 06 – 12   | GET Eagles | Estádio Manduzão |
|                    |                          | Relatório |            |                  |

### Final
| 18 de junho de 2016 | Minas Locomotiva | 21 – 17   | GET Eagles | Mineirão       |
|                     |                  | Relatório |            | Público: 8 720 |

## Minas Bowl
Foi disputado no Estádio Governador Magalhães Pinto, o Mineirão, a final do Campeonato Mineiro de Futebol Americano de 2016, denominada Minas Bowl. A partida foi realizada no dia 18 de Junho de 2016, às 18 horas e contou com apresentações de duas bandas e foi transmitida ao vivo pela rádio 98 FM de Belo Horizonte, que também transmitiu via internet, atingindo picos de 4 mil usuários on line simultaneamente. O público pagante no estádio foi de 8.720 pessoas.

O maior palco do futebol mineiro foi testemunha de um dos melhores jogos de futebol americano já jogados em Minas Gerais. O Get Eagles foi para o intervalo vencendo por 12 a 0, mas dois touchdowns nos dois minutos finais mudaram a partida e, mais uma vez, o Minas Locomotiva ficou com o título do campeonato, se tornando tricampeão invicto.
- Fotos do Minas Bowl 2016